# Guambia
Guambia fue una revista de humor uruguaya.

## Historia
Fundada en 1983 por Antonio Dabezíes como sucesora de El Dedo, tuvo un papel muy destacado en la opinión pública en los últimos años de la dictadura.
Contó con el aporte de destacados escritores, humoristas y dibujantes: Milton Fornaro, Roy Berocay, César di Candia, Tunda Prada, Cuque Sclavo, Lizán, etc.
Culminó su primera etapa en 2000, con la publicación de su último ejemplar independiente. A partir de 2003 se publicó como suplemento del diario Últimas Noticias, y permaneció en esa condición hasta la desaparición del mismo en 2012.